# Maratona dles Dolomites

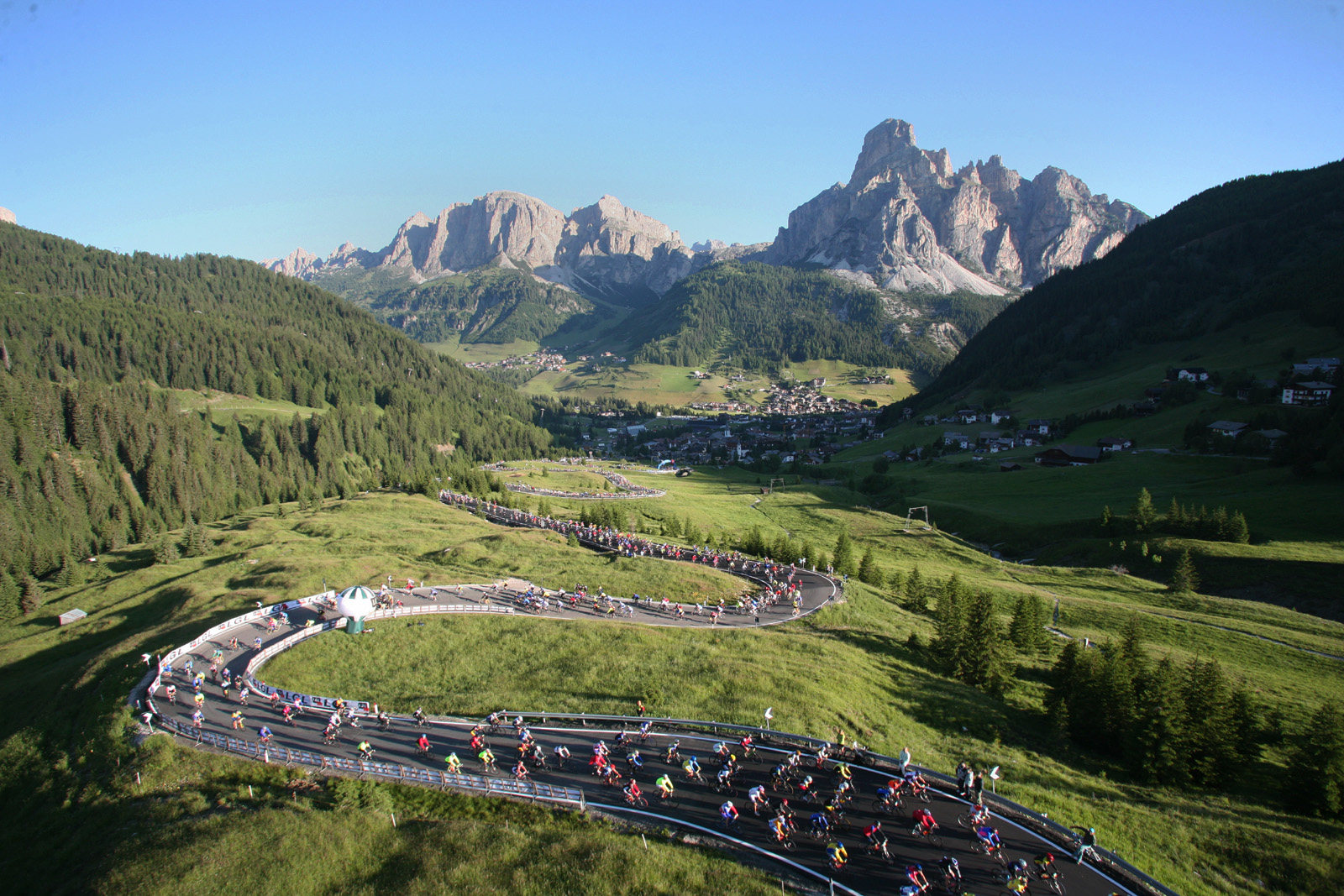
De eerste bergpas van de dag: Campolongopas

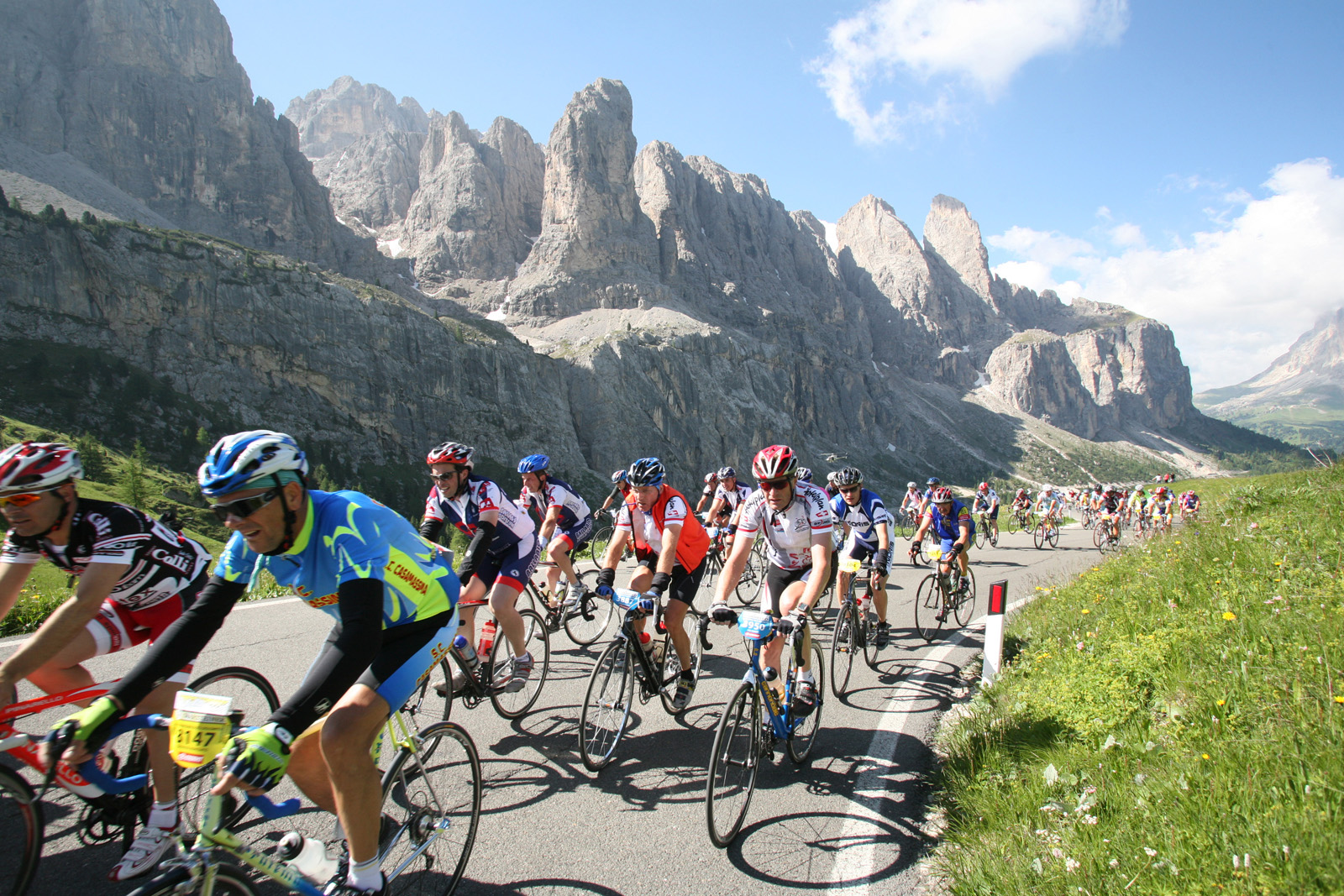
In het hart van de Dolomieten

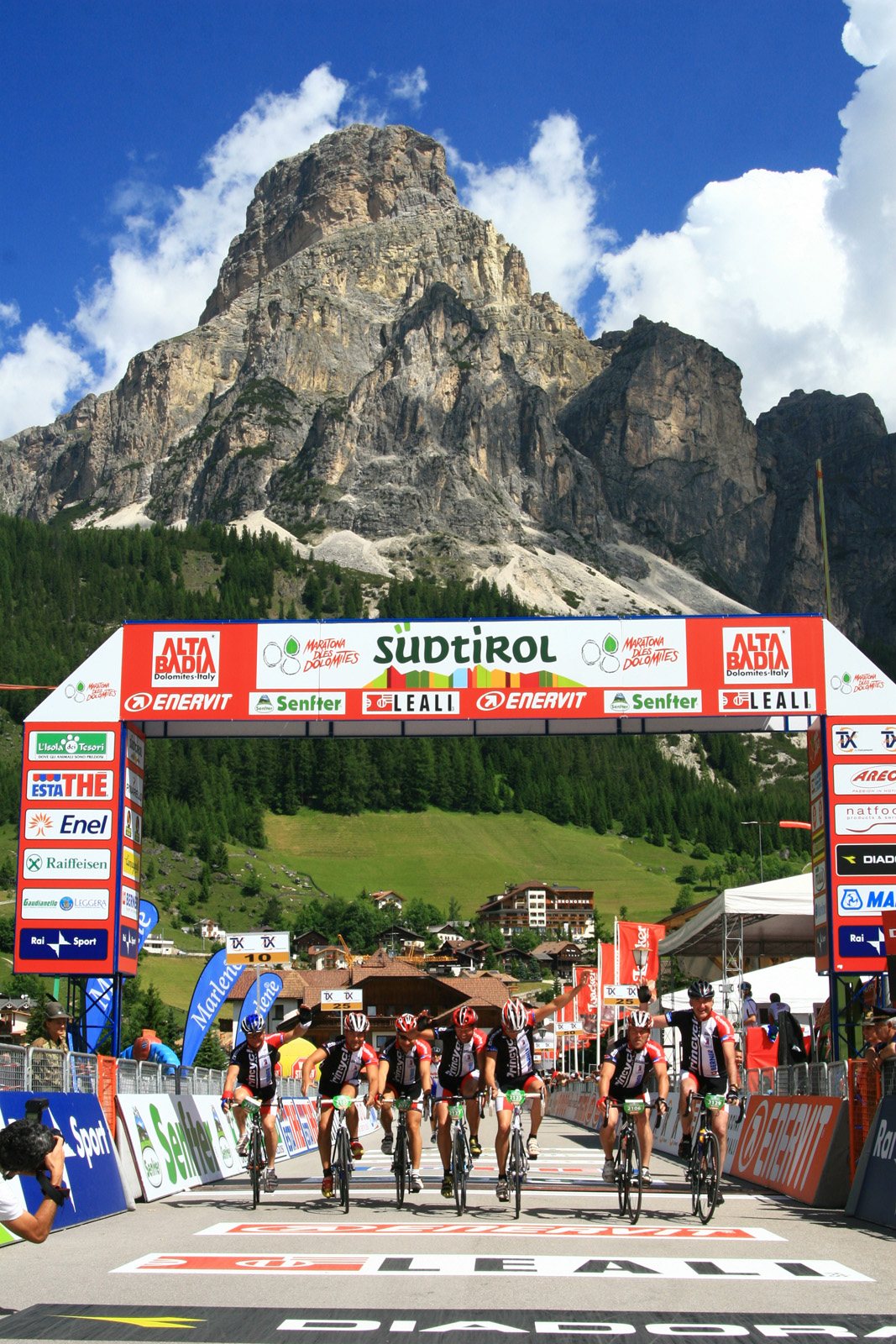
De finish in Corvara

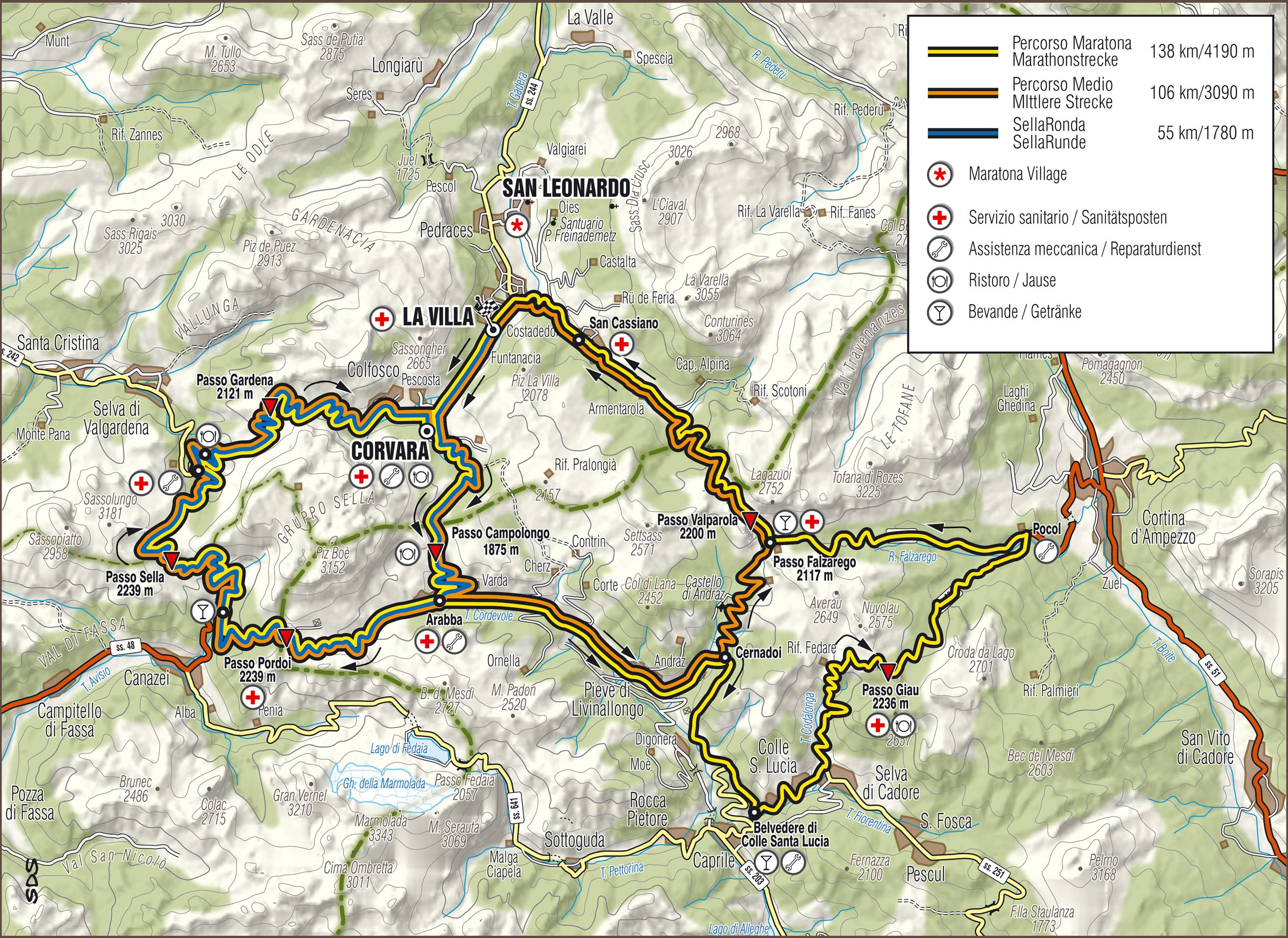
De drie etappes

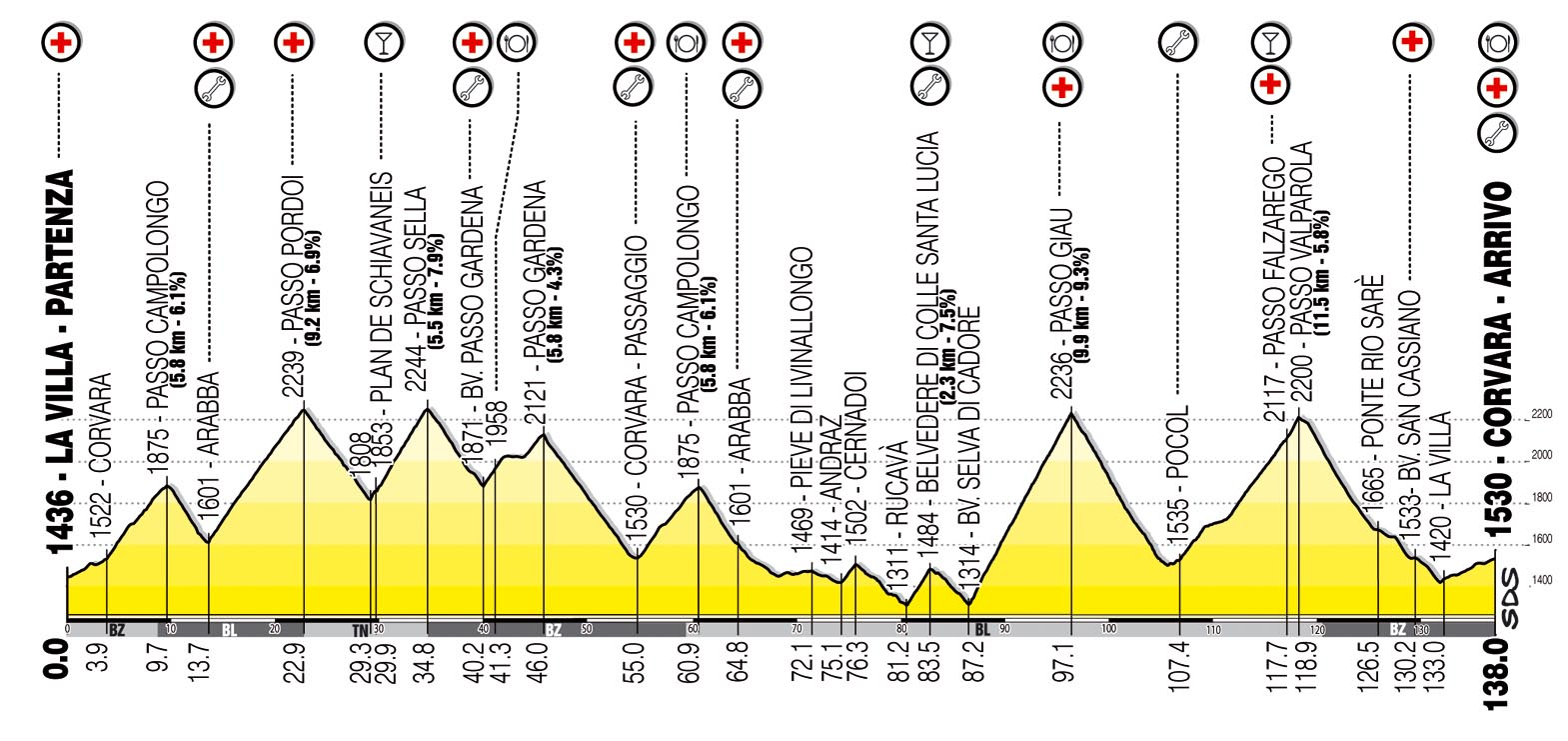
Hoogteprofiel van de marathonetappe

De Maratona dles Dolomites (Ladinisch; Italiaans: Maratona delle Dolomiti; Duits: Dolomitenmarathon) is een wielerwedstrijd in de Zuid-Tiroler Dolomieten rondom Alta Badia, die sinds 1987 jaarlijks op de eerste of tweede zondag in juli door Comitato della Maratona dles Dolomites, het organisatiecomité van de Maratona dles Dolomites, georganiseerd wordt.
Hoewel het huidige parcours maar 138 officiële kilometers telt, is het op basis van het overweldigende aantal van 4.190 hoogtemeters aangeduid als een marathon. Het aantal voorinschrijvingen overstijgt het aantal start plaatsen van 9.000 regelmatig met het twee- of drievoudige. De deelname wordt bepaald aan de hand van een loting, waarbij een derde van de startplaatsen wordt vergeven aan Italianen en de rest aan de overige 35 tot 40 landen. Bovendien zijn er zo'n tweeduizend plaatsen gereserveerd voor reisorganisaties.
Naast de Maratona zelf vindt een omvangrijk meerdaags kaderprogramma plaats, waar elk jaar een liefdadigheidsproject voorgesteld wordt, waar een deel van het startgeld aan wordt geschonken.

## Racestatistieken
| Jaar | km  | Deelnemers | Winnaar                                       | Land | Tijd    |
| ---- | --- | ---------- | --------------------------------------------- | ---- | ------- |
| 2015 | 138 | 9302       | Salimbene Luigi                               | ITA  | 4:44:   |
| 2014 | 138 | 8969       | Cecchini Stefano                              | ITA  | 4:44:15 |
| 2013 | 138 | 9143       | Snel Michel                                   | NLD  | 4:43:29 |
| 2012 | 138 | 8705       | Burrow Jamie                                  | GBR  | 4:38:24 |
| 2011 | 138 | 9121       | Sorrenti Mazzocchi Giuseppe                   | ITA  | 4:33:55 |
| 2010 | 138 | 9066       | Kairelis Dainius                              | LTU  | 4:35:52 |
| 2009 | 138 | 9171       | Burrow Jamie                                  | GBR  | 4:37:56 |
| 2008 | 138 | 9409       | Negrini Emanuele                              | ITA  | 4:29:05 |
| 2007 | 138 | 8993       | Jones Timothy                                 | RSA  | 4:32:28 |
| 2006 | 138 | 8864       | Negrini Emanuele                              | ITA  | 4:23:31 |
| 2005 | 147 | 8820       | Negrini Emanuele                              | ITA  | 4:28:52 |
| 2004 | 147 | 8338       | Negrini Emanuele                              | ITA  | 4:31:38 |
| 2003 | 147 | 8119       | Negrini Emanuele                              | ITA  | 4:38:04 |
| 2002 | 147 | 7565       | Bachini Maurizio                              | ITA  | 4:32:57 |
| 2001 | 147 | 7000       | Puglioli Mirko                                | ITA  | 4:38:55 |
| 2000 | 147 | 7058       | Bruseghin Marzio                              | ITA  | 4:38:29 |
| 1999 | 174 | 6394       | Moretti Roberto                               | ITA  | 5:28:02 |
| 1998 | 174 | 6097       | Paganessi Alessandro                          | ITA  | 5:43    |
| 1997 | 185 | 5808       | Paganessi Alessandro                          | ITA  | 6:02    |
| 1996 | 185 | 6463       | Bertozzi Daniele                              | ITA  | 6:22    |
| 1995 | 185 | 6674       | Bertozzi Daniele                              | ITA  | 6:10    |
| 1994 | 185 | 5031       | Anderlini Giuliano                            | ITA  | 6:25    |
| 1993 | 185 | 3095       | Anderlini Giuliano                            | ITA  | 6:51    |
| 1992 | 194 | 2583       | Esser Peter                                   | GER  | 6:14    |
| 1991 | 184 | 1292       | Fiscato Pasquale                              | ITA  | 7:02    |
| 1990 | 184 | 951        | Anderlini Giuliano                            | ITA  | 7:19    |
| 1989 | 184 | 541        | (Afgelast wegens slechte weersomstandigheden) |      |         |
| 1988 | 184 | 440        | (Geen tijdswaarneming)                        |      |         |
| 1987 | 175 | 166        | Steinmair Wolfgang                            | AUT  | 10:15   |

## Weblinks
- Maratona dles Dolomites Homepagina van de organisatie
- Sellaronda Bike Day
- Alta Badia Officiële homepagina toerismevereniging Alta Badia
- Missionsgruppe Meran Partner voor de liefdadigheidsprojecten 2007, 2008 en 2009
- Insieme si può Partner voor de liefdadigheidsprojecten sinds 2010